# Isabella van Denemarken
Isabella Henrietta Ingrid Margrethe (Kopenhagen, 21 april 2007), prinses van Denemarken, gravin van Monpezat, het tweede kind van koning Frederik X van Denemarken en zijn echtgenote koningin Mary.
Op 26 oktober 2006 maakte het Deense hof officieel bekend dat het kroonprinselijke paar begin mei 2007 hun tweede kind hoopt te krijgen. Het meisje werd op zaterdag 21 april 2007 geboren om iets over vier uur in de middag. Bij de geboorte woog ze 3350 gram en was 50 centimeter lang. Isabella heeft een oudere broer, de op 15 oktober 2005 geboren Prins Christian. Isabella heeft ook een jongere broer Vincent en zus Josephine, zij werden beiden op 8 januari 2011 geboren.
Tot haar doop op 1 juli 2007 ging Isabella door het leven als lillepige, Deens voor 'kleine meid'.
De peetouders van de prinses zijn: koningin Mathilde van België, prinses Alexia, dr. Nadine Johnston, Christian Buchwald, Peter Heering en Marie Louise Skeel.
Op 14 januari 2024 werd prinses Isabella op de dag van de troonswisseling onderscheiden als Ridder in de Orde van de Olifant.

## Namen
- Isabella: Italiaans voor Elizabeth, de tweede naam van haar moeder, Koningin Mary.
- Henrietta : naar haar oma, de jong overleden moeder van Koningin Mary.
- Ingrid: naar de grootmoeder van haar vader, Koning Frederik, koningin Ingrid.
- Margrethe: naar haar oma van vaderskant en voormalige koningin Margrethe II.

## Kwartierstaat
| Christiaan X van Denemarken (1870-1847) | Christiaan X van Denemarken (1870-1847) | Christiaan X van Denemarken (1870-1847)                  | Christiaan X van Denemarken (1870-1847)                  | Christiaan X van Denemarken (1870-1847)                  | Christiaan X van Denemarken (1870-1847)                  |                                                          |                                                          | Gustaaf VI Adolf van Zweden (1882-1973) | Gustaaf VI Adolf van Zweden (1882-1973) | Gustaaf VI Adolf van Zweden (1882-1973) | Gustaaf VI Adolf van Zweden (1882-1973) | Gustaaf VI Adolf van Zweden (1882-1973) | Gustaaf VI Adolf van Zweden (1882-1973) |                                      |                                      | Henri de Laborde de Monpezat (1868-1929) | Henri de Laborde de Monpezat (1868-1929) | Henri de Laborde de Monpezat (1868-1929) | Henri de Laborde de Monpezat (1868-1929) | Henri de Laborde de Monpezat (1868-1929) | Henri de Laborde de Monpezat (1868-1929) |                                          |                                          | Pierre Maurice Daniel Doursenot (1883-1916) | Pierre Maurice Daniel Doursenot (1883-1916) | Pierre Maurice Daniel Doursenot (1883-1916) | Pierre Maurice Daniel Doursenot (1883-1916) | Pierre Maurice Daniel Doursenot (1883-1916) | Pierre Maurice Daniel Doursenot (1883-1916) |                            |                            | Alexander Donaldson (geschat 1858-1912) | Alexander Donaldson (geschat 1858-1912) | Alexander Donaldson (geschat 1858-1912)  | Alexander Donaldson (geschat 1858-1912)  | Alexander Donaldson (geschat 1858-1912)  | Alexander Donaldson (geschat 1858-1912)  |                                          |                                          | John Dalgleish (1878-1951)           | John Dalgleish (1878-1951)           | John Dalgleish (1878-1951)                     | John Dalgleish (1878-1951)                     | John Dalgleish (1878-1951)                     | John Dalgleish (1878-1951)                     |                                                |                                                | John Thomas Tait Horne (1886-?) | John Thomas Tait Horne (1886-?) | John Thomas Tait Horne (1886-?)   | John Thomas Tait Horne (1886-?)   | John Thomas Tait Horne (1886-?)   | John Thomas Tait Horne (1886-?)   |                                   |                                   | William Melrose (1890-1954)          | William Melrose (1890-1954)          | William Melrose (1890-1954)          | William Melrose (1890-1954)          | William Melrose (1890-1954)          | William Melrose (1890-1954)          |                                      |                                      |  |  |  |  |  |  |  |  |  |  |  |  |  |  |  |  |  |  |  |  |  |  |  |  |  |  |  |  |  |  |  |  |  |  |  |  |  |  |  |  |  |  |  |  |  |  |
| Christiaan X van Denemarken (1870-1847) | Christiaan X van Denemarken (1870-1847) | Christiaan X van Denemarken (1870-1847)                  | Christiaan X van Denemarken (1870-1847)                  | Christiaan X van Denemarken (1870-1847)                  | Christiaan X van Denemarken (1870-1847)                  |                                                          |                                                          | Gustaaf VI Adolf van Zweden (1882-1973) | Gustaaf VI Adolf van Zweden (1882-1973) | Gustaaf VI Adolf van Zweden (1882-1973) | Gustaaf VI Adolf van Zweden (1882-1973) | Gustaaf VI Adolf van Zweden (1882-1973) | Gustaaf VI Adolf van Zweden (1882-1973) |                                      |                                      | Henri de Laborde de Monpezat (1868-1929) | Henri de Laborde de Monpezat (1868-1929) | Henri de Laborde de Monpezat (1868-1929) | Henri de Laborde de Monpezat (1868-1929) | Henri de Laborde de Monpezat (1868-1929) | Henri de Laborde de Monpezat (1868-1929) |                                          |                                          | Pierre Maurice Daniel Doursenot (1883-1916) | Pierre Maurice Daniel Doursenot (1883-1916) | Pierre Maurice Daniel Doursenot (1883-1916) | Pierre Maurice Daniel Doursenot (1883-1916) | Pierre Maurice Daniel Doursenot (1883-1916) | Pierre Maurice Daniel Doursenot (1883-1916) |                            |                            | Alexander Donaldson (geschat 1858-1912) | Alexander Donaldson (geschat 1858-1912) | Alexander Donaldson (geschat 1858-1912)  | Alexander Donaldson (geschat 1858-1912)  | Alexander Donaldson (geschat 1858-1912)  | Alexander Donaldson (geschat 1858-1912)  |                                          |                                          | John Dalgleish (1878-1951)           | John Dalgleish (1878-1951)           | John Dalgleish (1878-1951)                     | John Dalgleish (1878-1951)                     | John Dalgleish (1878-1951)                     | John Dalgleish (1878-1951)                     |                                                |                                                | John Thomas Tait Horne (1886-?) | John Thomas Tait Horne (1886-?) | John Thomas Tait Horne (1886-?)   | John Thomas Tait Horne (1886-?)   | John Thomas Tait Horne (1886-?)   | John Thomas Tait Horne (1886-?)   |                                   |                                   | William Melrose (1890-1954)          | William Melrose (1890-1954)          | William Melrose (1890-1954)          | William Melrose (1890-1954)          | William Melrose (1890-1954)          | William Melrose (1890-1954)          |                                      |                                      |  |  |  |  |  |  |  |  |  |  |  |  |  |  |  |  |  |  |  |  |  |  |  |  |  |  |  |  |  |  |  |  |  |  |  |  |  |  |  |  |  |  |  |  |  |  |
|                                         |                                         | Alexandrine Augusta van Mecklenburg-Schwerin (1879-1952) | Alexandrine Augusta van Mecklenburg-Schwerin (1879-1952) | Alexandrine Augusta van Mecklenburg-Schwerin (1879-1952) | Alexandrine Augusta van Mecklenburg-Schwerin (1879-1952) | Alexandrine Augusta van Mecklenburg-Schwerin (1879-1952) | Alexandrine Augusta van Mecklenburg-Schwerin (1879-1952) |                                         |                                         | Margaretha van Connaught (1882-1920)    | Margaretha van Connaught (1882-1920)    | Margaretha van Connaught (1882-1920)    | Margaretha van Connaught (1882-1920)    | Margaretha van Connaught (1882-1920) | Margaretha van Connaught (1882-1920) |                                          |                                          | Henriette Hallberg (1880-1973)           | Henriette Hallberg (1880-1973)           | Henriette Hallberg (1880-1973)           | Henriette Hallberg (1880-1973)           | Henriette Hallberg (1880-1973)           | Henriette Hallberg (1880-1973)           |                                             |                                             | Marguerite Gay (1883-1974)                  | Marguerite Gay (1883-1974)                  | Marguerite Gay (1883-1974)                  | Marguerite Gay (1883-1974)                  | Marguerite Gay (1883-1974) | Marguerite Gay (1883-1974) |                                         |                                         | Jeannie Donaldson (Stevenson) (onbekend) | Jeannie Donaldson (Stevenson) (onbekend) | Jeannie Donaldson (Stevenson) (onbekend) | Jeannie Donaldson (Stevenson) (onbekend) | Jeannie Donaldson (Stevenson) (onbekend) | Jeannie Donaldson (Stevenson) (onbekend) |                                      |                                      | Barbara McDonald Dalgleish (geschat 1848-1908) | Barbara McDonald Dalgleish (geschat 1848-1908) | Barbara McDonald Dalgleish (geschat 1848-1908) | Barbara McDonald Dalgleish (geschat 1848-1908) | Barbara McDonald Dalgleish (geschat 1848-1908) | Barbara McDonald Dalgleish (geschat 1848-1908) |                                 |                                 | Henrietta Clark (1887-?)          | Henrietta Clark (1887-?)          | Henrietta Clark (1887-?)          | Henrietta Clark (1887-?)          | Henrietta Clark (1887-?)          | Henrietta Clark (1887-?)          |                                      |                                      | Catherine Chalmers Smith (1893-1937) | Catherine Chalmers Smith (1893-1937) | Catherine Chalmers Smith (1893-1937) | Catherine Chalmers Smith (1893-1937) | Catherine Chalmers Smith (1893-1937) | Catherine Chalmers Smith (1893-1937) |  |  |  |  |  |  |  |  |  |  |  |  |  |  |  |  |  |  |  |  |  |  |  |  |  |  |  |  |  |  |  |  |  |  |  |  |  |  |  |  |  |  |  |  |  |  |
|                                         |                                         | Alexandrine Augusta van Mecklenburg-Schwerin (1879-1952) | Alexandrine Augusta van Mecklenburg-Schwerin (1879-1952) | Alexandrine Augusta van Mecklenburg-Schwerin (1879-1952) | Alexandrine Augusta van Mecklenburg-Schwerin (1879-1952) | Alexandrine Augusta van Mecklenburg-Schwerin (1879-1952) | Alexandrine Augusta van Mecklenburg-Schwerin (1879-1952) |                                         |                                         | Margaretha van Connaught (1882-1920)    | Margaretha van Connaught (1882-1920)    | Margaretha van Connaught (1882-1920)    | Margaretha van Connaught (1882-1920)    | Margaretha van Connaught (1882-1920) | Margaretha van Connaught (1882-1920) |                                          |                                          | Henriette Hallberg (1880-1973)           | Henriette Hallberg (1880-1973)           | Henriette Hallberg (1880-1973)           | Henriette Hallberg (1880-1973)           | Henriette Hallberg (1880-1973)           | Henriette Hallberg (1880-1973)           |                                             |                                             | Marguerite Gay (1883-1974)                  | Marguerite Gay (1883-1974)                  | Marguerite Gay (1883-1974)                  | Marguerite Gay (1883-1974)                  | Marguerite Gay (1883-1974) | Marguerite Gay (1883-1974) |                                         |                                         | Jeannie Donaldson (Stevenson) (onbekend) | Jeannie Donaldson (Stevenson) (onbekend) | Jeannie Donaldson (Stevenson) (onbekend) | Jeannie Donaldson (Stevenson) (onbekend) | Jeannie Donaldson (Stevenson) (onbekend) | Jeannie Donaldson (Stevenson) (onbekend) |                                      |                                      | Barbara McDonald Dalgleish (geschat 1848-1908) | Barbara McDonald Dalgleish (geschat 1848-1908) | Barbara McDonald Dalgleish (geschat 1848-1908) | Barbara McDonald Dalgleish (geschat 1848-1908) | Barbara McDonald Dalgleish (geschat 1848-1908) | Barbara McDonald Dalgleish (geschat 1848-1908) |                                 |                                 | Henrietta Clark (1887-?)          | Henrietta Clark (1887-?)          | Henrietta Clark (1887-?)          | Henrietta Clark (1887-?)          | Henrietta Clark (1887-?)          | Henrietta Clark (1887-?)          |                                      |                                      | Catherine Chalmers Smith (1893-1937) | Catherine Chalmers Smith (1893-1937) | Catherine Chalmers Smith (1893-1937) | Catherine Chalmers Smith (1893-1937) | Catherine Chalmers Smith (1893-1937) | Catherine Chalmers Smith (1893-1937) |  |  |  |  |  |  |  |  |  |  |  |  |  |  |  |  |  |  |  |  |  |  |  |  |  |  |  |  |  |  |  |  |  |  |  |  |  |  |  |  |  |  |  |  |  |  |
| Frederik IX van Denemarken (1899-1972)  | Frederik IX van Denemarken (1899-1972)  | Frederik IX van Denemarken (1899-1972)                   | Frederik IX van Denemarken (1899-1972)                   | Frederik IX van Denemarken (1899-1972)                   | Frederik IX van Denemarken (1899-1972)                   |                                                          |                                                          | Ingrid van Zweden (1910-2000)           | Ingrid van Zweden (1910-2000)           | Ingrid van Zweden (1910-2000)           | Ingrid van Zweden (1910-2000)           | Ingrid van Zweden (1910-2000)           | Ingrid van Zweden (1910-2000)           |                                      |                                      | André de Laborde de Monpezat (1907-1998) | André de Laborde de Monpezat (1907-1998) | André de Laborde de Monpezat (1907-1998) | André de Laborde de Monpezat (1907-1998) | André de Laborde de Monpezat (1907-1998) | André de Laborde de Monpezat (1907-1998) |                                          |                                          | Renée-Yvonne Doursennot (1908-2001)         | Renée-Yvonne Doursennot (1908-2001)         | Renée-Yvonne Doursennot (1908-2001)         | Renée-Yvonne Doursennot (1908-2001)         | Renée-Yvonne Doursennot (1908-2001)         | Renée-Yvonne Doursennot (1908-2001)         |                            |                            | Peter Donaldson (1911-1978)             | Peter Donaldson (1911-1978)             | Peter Donaldson (1911-1978)              | Peter Donaldson (1911-1978)              | Peter Donaldson (1911-1978)              | Peter Donaldson (1911-1978)              |                                          |                                          | Mary Donalds (Dalgleish) (1914-2002) | Mary Donalds (Dalgleish) (1914-2002) | Mary Donalds (Dalgleish) (1914-2002)           | Mary Donalds (Dalgleish) (1914-2002)           | Mary Donalds (Dalgleish) (1914-2002)           | Mary Donalds (Dalgleish) (1914-2002)           |                                                |                                                | Archibald Horne (1911-1974)     | Archibald Horne (1911-1974)     | Archibald Horne (1911-1974)       | Archibald Horne (1911-1974)       | Archibald Horne (1911-1974)       | Archibald Horne (1911-1974)       |                                   |                                   | Elizabeth Gibson Melrose (1916-1958) | Elizabeth Gibson Melrose (1916-1958) | Elizabeth Gibson Melrose (1916-1958) | Elizabeth Gibson Melrose (1916-1958) | Elizabeth Gibson Melrose (1916-1958) | Elizabeth Gibson Melrose (1916-1958) |                                      |                                      |  |  |  |  |  |  |  |  |  |  |  |  |  |  |  |  |  |  |  |  |  |  |  |  |  |  |  |  |  |  |  |  |  |  |  |  |  |  |  |  |  |  |  |  |  |  |
| Frederik IX van Denemarken (1899-1972)  | Frederik IX van Denemarken (1899-1972)  | Frederik IX van Denemarken (1899-1972)                   | Frederik IX van Denemarken (1899-1972)                   | Frederik IX van Denemarken (1899-1972)                   | Frederik IX van Denemarken (1899-1972)                   |                                                          |                                                          | Ingrid van Zweden (1910-2000)           | Ingrid van Zweden (1910-2000)           | Ingrid van Zweden (1910-2000)           | Ingrid van Zweden (1910-2000)           | Ingrid van Zweden (1910-2000)           | Ingrid van Zweden (1910-2000)           |                                      |                                      | André de Laborde de Monpezat (1907-1998) | André de Laborde de Monpezat (1907-1998) | André de Laborde de Monpezat (1907-1998) | André de Laborde de Monpezat (1907-1998) | André de Laborde de Monpezat (1907-1998) | André de Laborde de Monpezat (1907-1998) |                                          |                                          | Renée-Yvonne Doursennot (1908-2001)         | Renée-Yvonne Doursennot (1908-2001)         | Renée-Yvonne Doursennot (1908-2001)         | Renée-Yvonne Doursennot (1908-2001)         | Renée-Yvonne Doursennot (1908-2001)         | Renée-Yvonne Doursennot (1908-2001)         |                            |                            | Peter Donaldson (1911-1978)             | Peter Donaldson (1911-1978)             | Peter Donaldson (1911-1978)              | Peter Donaldson (1911-1978)              | Peter Donaldson (1911-1978)              | Peter Donaldson (1911-1978)              |                                          |                                          | Mary Donalds (Dalgleish) (1914-2002) | Mary Donalds (Dalgleish) (1914-2002) | Mary Donalds (Dalgleish) (1914-2002)           | Mary Donalds (Dalgleish) (1914-2002)           | Mary Donalds (Dalgleish) (1914-2002)           | Mary Donalds (Dalgleish) (1914-2002)           |                                                |                                                | Archibald Horne (1911-1974)     | Archibald Horne (1911-1974)     | Archibald Horne (1911-1974)       | Archibald Horne (1911-1974)       | Archibald Horne (1911-1974)       | Archibald Horne (1911-1974)       |                                   |                                   | Elizabeth Gibson Melrose (1916-1958) | Elizabeth Gibson Melrose (1916-1958) | Elizabeth Gibson Melrose (1916-1958) | Elizabeth Gibson Melrose (1916-1958) | Elizabeth Gibson Melrose (1916-1958) | Elizabeth Gibson Melrose (1916-1958) |                                      |                                      |  |  |  |  |  |  |  |  |  |  |  |  |  |  |  |  |  |  |  |  |  |  |  |  |  |  |  |  |  |  |  |  |  |  |  |  |  |  |  |  |  |  |  |  |  |  |
|                                         |                                         |                                                          |                                                          |                                                          |                                                          |                                                          |                                                          |                                         |                                         |                                         |                                         |                                         |                                         |                                      |                                      |                                          |                                          |                                          |                                          |                                          |                                          |                                          |                                          |                                             |                                             |                                             |                                             |                                             |                                             |                            |                            |                                         |                                         |                                          |                                          |                                          |                                          |                                          |                                          |                                      |                                      |                                                |                                                |                                                |                                                |                                                |                                                |                                 |                                 |                                   |                                   |                                   |                                   |                                   |                                   |                                      |                                      |                                      |                                      |                                      |                                      |                                      |                                      |  |  |  |  |  |  |  |  |  |  |  |  |  |  |  |  |  |  |  |  |  |  |  |  |  |  |  |  |  |  |  |  |  |  |  |  |  |  |  |  |  |  |  |  |  |  |
|                                         |                                         |                                                          |                                                          |                                                          |                                                          | Margrethe II van Denemarken (1940-)                      | Margrethe II van Denemarken (1940-)                      | Margrethe II van Denemarken (1940-)     | Margrethe II van Denemarken (1940-)     | Margrethe II van Denemarken (1940-)     | Margrethe II van Denemarken (1940-)     |                                         |                                         |                                      |                                      |                                          |                                          | Henri de Laborde de Monpezat (1934-2018) | Henri de Laborde de Monpezat (1934-2018) | Henri de Laborde de Monpezat (1934-2018) | Henri de Laborde de Monpezat (1934-2018) | Henri de Laborde de Monpezat (1934-2018) | Henri de Laborde de Monpezat (1934-2018) |                                             |                                             |                                             |                                             |                                             |                                             |                            |                            |                                         |                                         |                                          |                                          |                                          |                                          | John Dalgleish Donaldson (1941-)         | John Dalgleish Donaldson (1941-)         | John Dalgleish Donaldson (1941-)     | John Dalgleish Donaldson (1941-)     | John Dalgleish Donaldson (1941-)               | John Dalgleish Donaldson (1941-)               |                                                |                                                |                                                |                                                |                                 |                                 | Henrietta Clark Horne (1942-1997) | Henrietta Clark Horne (1942-1997) | Henrietta Clark Horne (1942-1997) | Henrietta Clark Horne (1942-1997) | Henrietta Clark Horne (1942-1997) | Henrietta Clark Horne (1942-1997) |                                      |                                      |                                      |                                      |                                      |                                      |                                      |                                      |  |  |  |  |  |  |  |  |  |  |  |  |  |  |  |  |  |  |  |  |  |  |  |  |  |  |  |  |  |  |  |  |  |  |  |  |  |  |  |  |  |  |  |  |  |  |
|                                         |                                         |                                                          |                                                          |                                                          |                                                          | Margrethe II van Denemarken (1940-)                      | Margrethe II van Denemarken (1940-)                      | Margrethe II van Denemarken (1940-)     | Margrethe II van Denemarken (1940-)     | Margrethe II van Denemarken (1940-)     | Margrethe II van Denemarken (1940-)     |                                         |                                         |                                      |                                      |                                          |                                          | Henri de Laborde de Monpezat (1934-2018) | Henri de Laborde de Monpezat (1934-2018) | Henri de Laborde de Monpezat (1934-2018) | Henri de Laborde de Monpezat (1934-2018) | Henri de Laborde de Monpezat (1934-2018) | Henri de Laborde de Monpezat (1934-2018) |                                             |                                             |                                             |                                             |                                             |                                             |                            |                            |                                         |                                         |                                          |                                          |                                          |                                          | John Dalgleish Donaldson (1941-)         | John Dalgleish Donaldson (1941-)         | John Dalgleish Donaldson (1941-)     | John Dalgleish Donaldson (1941-)     | John Dalgleish Donaldson (1941-)               | John Dalgleish Donaldson (1941-)               |                                                |                                                |                                                |                                                |                                 |                                 | Henrietta Clark Horne (1942-1997) | Henrietta Clark Horne (1942-1997) | Henrietta Clark Horne (1942-1997) | Henrietta Clark Horne (1942-1997) | Henrietta Clark Horne (1942-1997) | Henrietta Clark Horne (1942-1997) |                                      |                                      |                                      |                                      |                                      |                                      |                                      |                                      |  |  |  |  |  |  |  |  |  |  |  |  |  |  |  |  |  |  |  |  |  |  |  |  |  |  |  |  |  |  |  |  |  |  |  |  |  |  |  |  |  |  |  |  |  |  |
|                                         |                                         |                                                          |                                                          |                                                          |                                                          |                                                          |                                                          |                                         |                                         |                                         |                                         |                                         |                                         |                                      |                                      |                                          |                                          |                                          |                                          |                                          |                                          |                                          |                                          |                                             |                                             |                                             |                                             |                                             |                                             |                            |                            |                                         |                                         |                                          |                                          |                                          |                                          |                                          |                                          |                                      |                                      |                                                |                                                |                                                |                                                |                                                |                                                |                                 |                                 |                                   |                                   |                                   |                                   |                                   |                                   |                                      |                                      |                                      |                                      |                                      |                                      |                                      |                                      |  |  |  |  |  |  |  |  |  |  |  |  |  |  |  |  |  |  |  |  |  |  |  |  |  |  |  |  |  |  |  |  |  |  |  |  |  |  |  |  |  |  |  |  |  |  |
|                                         |                                         |                                                          |                                                          |                                                          |                                                          |                                                          |                                                          |                                         |                                         |                                         |                                         |                                         |                                         |                                      |                                      | Frederik X van Denemarken (1968–)        | Frederik X van Denemarken (1968–)        | Frederik X van Denemarken (1968–)        | Frederik X van Denemarken (1968–)        | Frederik X van Denemarken (1968–)        | Frederik X van Denemarken (1968–)        |                                          |                                          |                                             |                                             |                                             |                                             |                                             |                                             |                            |                            |                                         |                                         |                                          |                                          |                                          |                                          |                                          |                                          | Mary Donaldson (1972-)               | Mary Donaldson (1972-)               | Mary Donaldson (1972-)                         | Mary Donaldson (1972-)                         | Mary Donaldson (1972-)                         | Mary Donaldson (1972-)                         |                                                |                                                |                                 |                                 |                                   |                                   |                                   |                                   |                                   |                                   |                                      |                                      |                                      |                                      |                                      |                                      |                                      |                                      |  |  |  |  |  |  |  |  |  |  |  |  |  |  |  |  |  |  |  |  |  |  |  |  |  |  |  |  |  |  |  |  |  |  |  |  |  |  |  |  |  |  |  |  |  |  |
|                                         |                                         |                                                          |                                                          |                                                          |                                                          |                                                          |                                                          |                                         |                                         |                                         |                                         |                                         |                                         |                                      |                                      | Frederik X van Denemarken (1968–)        | Frederik X van Denemarken (1968–)        | Frederik X van Denemarken (1968–)        | Frederik X van Denemarken (1968–)        | Frederik X van Denemarken (1968–)        | Frederik X van Denemarken (1968–)        |                                          |                                          |                                             |                                             |                                             |                                             |                                             |                                             |                            |                            |                                         |                                         |                                          |                                          |                                          |                                          |                                          |                                          | Mary Donaldson (1972-)               | Mary Donaldson (1972-)               | Mary Donaldson (1972-)                         | Mary Donaldson (1972-)                         | Mary Donaldson (1972-)                         | Mary Donaldson (1972-)                         |                                                |                                                |                                 |                                 |                                   |                                   |                                   |                                   |                                   |                                   |                                      |                                      |                                      |                                      |                                      |                                      |                                      |                                      |  |  |  |  |  |  |  |  |  |  |  |  |  |  |  |  |  |  |  |  |  |  |  |  |  |  |  |  |  |  |  |  |  |  |  |  |  |  |  |  |  |  |  |  |  |  |
|                                         |                                         |                                                          |                                                          |                                                          |                                                          |                                                          |                                                          |                                         |                                         |                                         |                                         |                                         |                                         |                                      |                                      |                                          |                                          |                                          |                                          |                                          |                                          |                                          |                                          |                                             |                                             |                                             |                                             |                                             |                                             |                            |                            |                                         |                                         |                                          |                                          |                                          |                                          |                                          |                                          |                                      |                                      |                                                |                                                |                                                |                                                |                                                |                                                |                                 |                                 |                                   |                                   |                                   |                                   |                                   |                                   |                                      |                                      |                                      |                                      |                                      |                                      |                                      |                                      |  |  |  |  |  |  |  |  |  |  |  |  |  |  |  |  |  |  |  |  |  |  |  |  |  |  |  |  |  |  |  |  |  |  |  |  |  |  |  |  |  |  |  |  |  |  |
|                                         |                                         |                                                          |                                                          |                                                          |                                                          |                                                          |                                                          |                                         |                                         |                                         |                                         |                                         |                                         |                                      |                                      |                                          |                                          |                                          |                                          |                                          |                                          |                                          |                                          |                                             |                                             |                                             |                                             |                                             |                                             |                            |                            |                                         |                                         |                                          |                                          |                                          |                                          |                                          |                                          |                                      |                                      |                                                |                                                |                                                |                                                |                                                |                                                |                                 |                                 |                                   |                                   |                                   |                                   |                                   |                                   |                                      |                                      |                                      |                                      |                                      |                                      |                                      |                                      |  |  |  |  |  |  |  |  |  |  |  |  |  |  |  |  |  |  |  |  |  |  |  |  |  |  |  |  |  |  |  |  |  |  |  |  |  |  |  |  |  |  |  |  |  |  |
|                                         |                                         |                                                          |                                                          |                                                          |                                                          |                                                          |                                                          |                                         |                                         |                                         |                                         |                                         |                                         |                                      |                                      | Christian van Denemarken (2005-)         | Christian van Denemarken (2005-)         | Christian van Denemarken (2005-)         | Christian van Denemarken (2005-)         | Christian van Denemarken (2005-)         | Christian van Denemarken (2005-)         |                                          |                                          | Isabella van Denemarken (2007–)             | Isabella van Denemarken (2007–)             | Isabella van Denemarken (2007–)             | Isabella van Denemarken (2007–)             | Isabella van Denemarken (2007–)             | Isabella van Denemarken (2007–)             |                            |                            | Vincent van Denemarken (2011-)          | Vincent van Denemarken (2011-)          | Vincent van Denemarken (2011-)           | Vincent van Denemarken (2011-)           | Vincent van Denemarken (2011-)           | Vincent van Denemarken (2011-)           |                                          |                                          | Josephine van Denemarken (2011-)     | Josephine van Denemarken (2011-)     | Josephine van Denemarken (2011-)               | Josephine van Denemarken (2011-)               | Josephine van Denemarken (2011-)               | Josephine van Denemarken (2011-)               |                                                |                                                |                                 |                                 |                                   |                                   |                                   |                                   |                                   |                                   |                                      |                                      |                                      |                                      |                                      |                                      |                                      |                                      |  |  |  |  |  |  |  |  |  |  |  |  |  |  |  |  |  |  |  |  |  |  |  |  |  |  |  |  |  |  |  |  |  |  |  |  |  |  |  |  |  |  |  |  |  |  |